# Polycythemia vera
A polycythemia vera egy ritka mieloproliferatív neoplázia, amelyben a csontvelő túl sok vörösvérsejtet termel. Ez a fehérvérsejtek és a vérlemezkék túltermelését is eredményezheti.
A polycythemia verával kapcsolatos egészségi aggodalmak nagy részét a vér sűrűsége okozza a megnövekedett vörösvértestek következtében. Idősebbeknél gyakrabban előfordulhat, de tünetmentesség is lehet. A gyakori tünetek közé tartozik a viszketés, valamint súlyos égő fájdalom a kézben vagy a lábban, amelyet általában a bőr vöröses vagy kékes színe kísér. A polycythemia verában szenvedő betegeknél gyakrabban fordul elő köszvényes ízületi gyulladás. A kezelés elsősorban a phlebotomiából áll.

## Jelek és tünetek

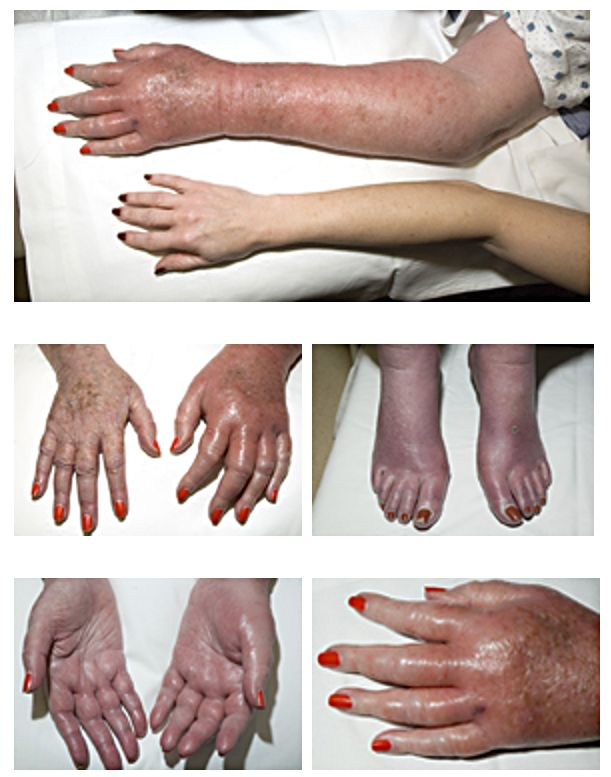
Az eritromelalgia a PV ritka tünete, itt egy régóta fennálló PV-betegnél fordul elő. Láthatók a vöröses végtagok és a duzzanat

A polycythemia verában szenvedők tünetmentesek lehetnek. A polycythemia vera klasszikus tünete a viszketés, különösen meleg vízzel való érintkezés után (például fürdés közben) ami a rendellenes hisztaminfelszabadulás  vagy a prosztaglandin- termelés következménye lehet. Ilyen viszketés a polycythemia verában szenvedő betegek körülbelül 40%-ánál jelentkezik. A köszvényes ízületi gyulladás a betegek legfeljebb 20%-ánál fordulhat elő. A gyomorfekély a polycythemia verában szenvedő betegeknél is gyakori; valószínűleg a hízósejtekből származó megnövekedett hisztamin miatt, de összefüggésben lehet a fekélyt okozó H. pylori-fertőzésre való fokozott érzékenység miatt is. A gyomorfekély kialakulásának másik lehetséges mechanizmusa a megnövekedett hisztamin-felszabadulás és a gyomor túlzott savassága, amely a polycythemia verával kapcsolatos.
A polycythemia vera klasszikus tünete (és a kapcsolódó mieloproliferatív betegség esszenciális trombocitémia) az erythromegalia. Ez egy égő fájdalom a kézben vagy a lábban, általában a bőr vöröses vagy kékes színével jár. Az erythromegaliát a megnövekedett vérlemezkeszám vagy megnövekedett vérlemezke-aggregáció okozza, amelynek eredményeként apró vérrögök képződnek a végtag véredényeiben; gyorsan reagál az aszpirinnel történő kezelésre. 
A polycythemia verában szenvedő betegek hajlamosak a vérrögök kialakulására (trombózis). A súlyos trombotikus szövődmények (pl. szívroham, stroke, mélyvénás trombózis vagy Budd-Chiari-szindróma) néha az első tünet lehet a jelzés arra, hogy a személy polycythemia verában szenved. Fejfájás, a koncentráció hiánya és a fáradtság gyakori tünetek lehetnek, melyek erre a betegségre jellemzőek.

## Kórélettan
A polycythemia vera (PCV), az eritroid, a megakaryocyticus és granulocytás elemek neoplasztikus proliferációja és érése által keletkezik és ez az úgynevezett panmyelosis. A másodlagos policitémiaival ellentétben a PCV az eritropoietin (EPO) hormon alacsony szérumszintjéhez kapcsolódik. Ehelyett a PCV-sejtek gyakran hordoznak aktiváló mutációt a tirozin-kináz (JAK2) génben, amely az EPO-receptor jelátviteli útvonalaiban hat, ezáltal a sejtek az EPO-tól függetlenül szaporodnak.

## Diagnózis
A fizikai vizsgálati eredmények nehezen határozhatóak meg, de ez lehet megnagyobbodott máj vagy lép, esetleg köszvényes gócpont. A diagnózist gyakran laboratóriumi vizsgálatok alapján határozzák meg. Az esetek többségében a megemelkedett hemoglobin- és hematokritszint jellemzi, ami a vörösvérsejtek számának növekedését tükrözi; a vérlemezkeszám vagy a fehérvérsejtszám is megnövekedhet. Az vérsüllyedés (erythrocytasedimentatiós sebesség, ESR) csökken a zéta-potenciál növekedése miatt. Mivel a polycythemia vera az erythrocytatermelés jelentős megnövekedéséből adódik, a betegek vér oxigénellátása normális, de alacsony az eritropoetin (EPO) szintje.
A betegség az európai születésű zsidóknál gyakoribbnak tűnik, mint a legtöbb nem zsidó populációban. Az öröklődés módja nem egyértelmű.
A JAK2 kináz (V617F) mutációja szorosan összefügg a polycythemia verával.  A JAK2 a Janus kináz család tagja, és az eritroid prekurzorokat túlérzékennyé teszi az eritropoietinnel (EPO) szemben. Ez a mutáció hasznos lehet a diagnózis felállításában vagy a jövő terápiájának célpontjaként.
Az előzményeket és a vizsgálatot követően a Brit Hematológiai Szabványügyi Bizottság (BCSH) a következő tesztek elvégzését javasolja:
- teljes vérkép/film (megnövekedett hematokrit; neutrofilek, bazofilek, vérlemezkék a betegek felénél emelkednek)
- JAK2 mutáció
- ferritin szérum
- vese- és májfunkciós tesztek

Ha a JAK2 mutáció negatív és nincs nyilvánvaló másodlagos oka, a BCSH a következő teszteket javasolja:
- vörösvértest tömeg
- artériás oxigéntelítettség
- hasi ultrahang
- az eritropoietin szérum szintje
- csontvelő-aspirátum és trephine
- citogenetikai elemzés
- erythroid törtképző egység (BFU-E) kultúra

A polycythemia verában megfigyelhető egyéb jellemzők közé tartozik az alacsony ESR és az emelkedett leukocita alkalikus foszfatáz.
A polycythemia vera diagnosztikai kritériumait a BCSH nemrégiben frissítette. Ez felváltja a korábbi Polycythemia Vera vizsgálati csoport kritériumokat.

## Fordítás
Ez a szócikk részben vagy egészben  a   Polycythemia vera című angol Wikipédia-szócikk ezen változatának fordításán alapul.  Az eredeti cikk szerkesztőit annak laptörténete sorolja fel. Ez a jelzés csupán a megfogalmazás eredetét és a szerzői jogokat jelzi, nem szolgál a cikkben szereplő információk forrásmegjelöléseként.